# Димитар Пешев
Димитар Йосифов Пешев (болг. Димитър Йосифов Пешев; 25 червня 1894, Кюстендил — 25 лютого 1973, Софія) — болгарський політичний діяч, юрист. Ініціатор кампанії по збереженню євреїв в Болгарії 1943 року.

## Життєпис

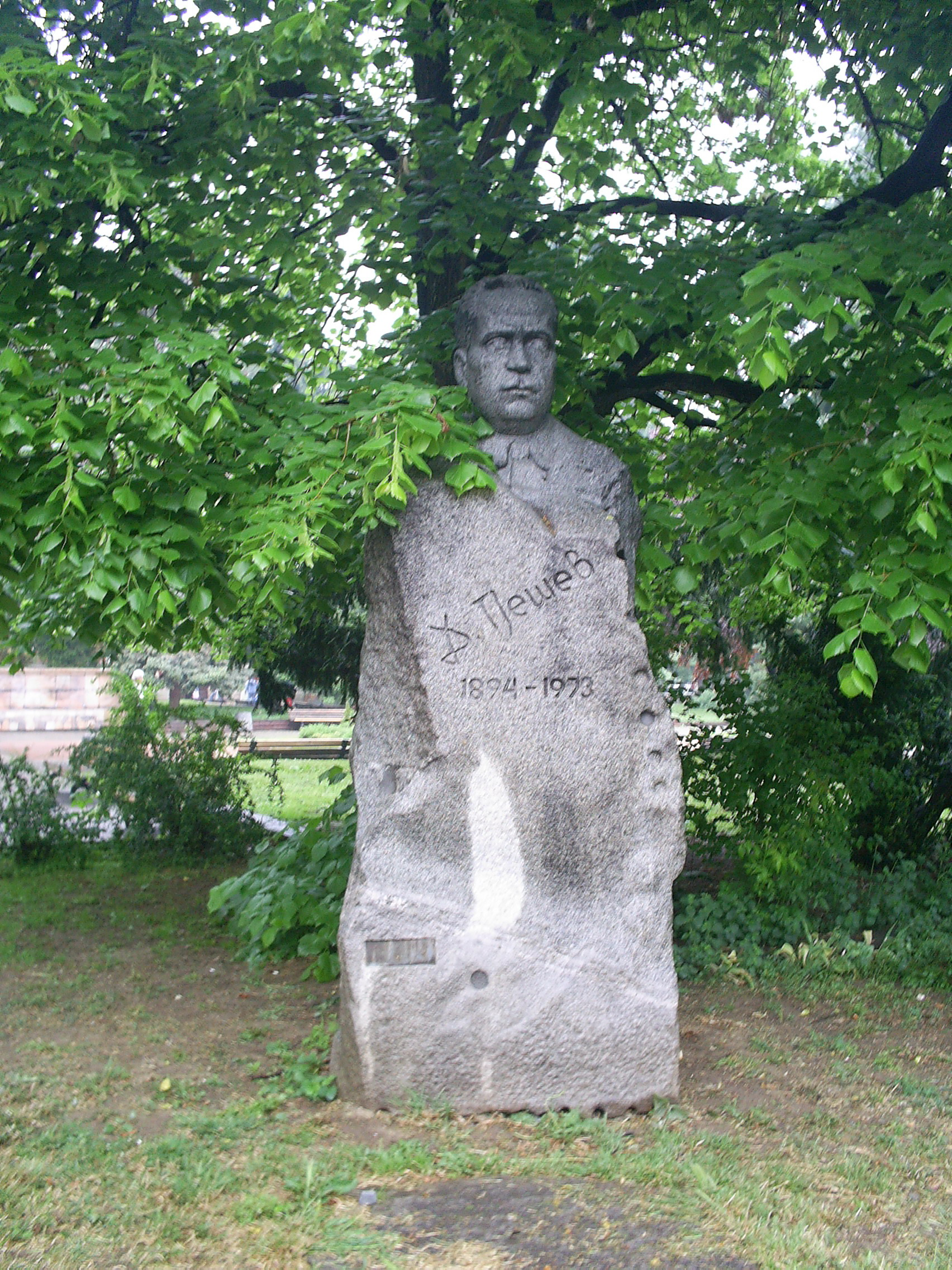
Пам'ятник Дімітару Пешеву в Кюстендилі

Віце-спікер Парламенту Болгарії, юрист та громадський діяч у роки Другої світової війни, виступив проти расизму, комунізму та фашизму. Завдяки його самовідданій роботі було врятовано більше 40 тисяч болгарських євреїв від знищення в нацистських таборах. А під час встановлення в Болгарії комуністичної влади, Димитр Пешев виступив із критикою уряду Георгія Димитрова, за що відбув 15 років ув'язнення.

## Пам'ять
Життя та діяльність Димитра Пешева — приклад відповідальності політиків перед суспільством. Сквер Димитра Пешева буде частиною кластеру об'єктів присвячених дружбі міст-побратимів Києва та Софії.
Письменник Габріеле Нассим присвятив Димитру Пешеву книгу «Людина, яка зупинила Гітлера» завершивши її словами: «Ніхто не наніс нацизму такої поразки. як Димитар Пешев».
Сквер без назви між вулицями Жилянською, Короленківською й Тарасівською в Києві отримав назву на честь Димитра Пешева.